# 생성형 오디오

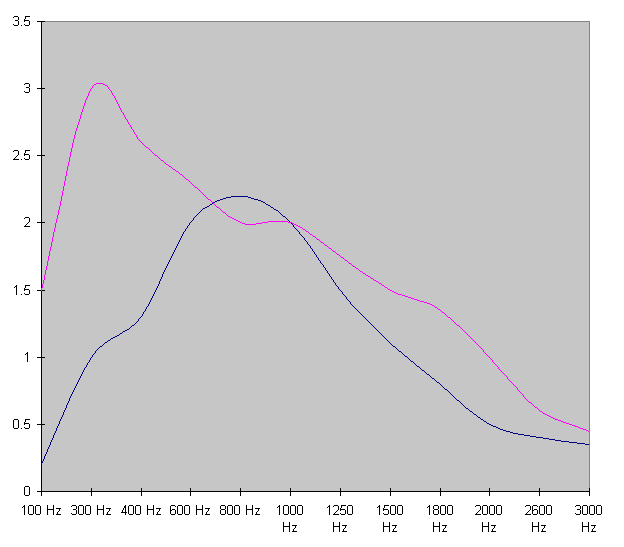
오디오 곡선

생성형 오디오(generative audio)는 오디오 클립 데이터베이스에서 오디오 파일을 생성하는 것을 의미한다. 이 기술은 요청 시 함께 연결되는 조각 모음을 사용하는 애플의 Siri 또는 아마존의 알렉사와 같은 AI 음성과 다르다.
생성형 오디오는 신경망을 사용하여 오디오 소스의 통계적 속성을 학습한 다음 해당 속성을 재현하는 방식으로 작동한다.

## 시사점
이 기술을 사용하면 사람의 목소리를 복제하여 한 번도 말한 적이 없는 문구를 말할 수 있다. 이로 인해 공인의 목소리가 합성되어 해당 공인들에게 불리하게 사용될 수 있다.

## 기술
이 방법은 두 개의 기계 학습 모델이 서로 작동하여 사실적인 오디오를 생성하는 심층 기계 학습 기술인 생성적 적대 신경망(GAN)을 사용한다.

## 같이 보기
- 생성 예술
- 생성 음악